# The Letter (2012)
The Letter, anteriormente chamado The Stare (Brasil: A Carta ), é um filme de suspense psicológico estadunidense de 2012 escrito e dirigido por Jay Anania, estrelado por Winona Ryder e James Franco. Franco é um ex-aluno de Anania, que ensina direção na Universidade de Nova Iorque. A dupla já havia trabalhado em Shadows and Lies. Em 2012, foi anunciado que a Lionsgate adquiriu os direitos de distribuição do filme, que foi renomeado The Letter. O filme tem sua primeira exibição teatral no Festival de Cinema de Cincinnati em 9 de setembro de 2012.

## Sinopse
Uma dramaturga, Martine (Ryder), sofre de paranoia e alucinações enquanto ela tenta encenar uma nova produção. Ela é incerta sobre se ela está iludida ou se existe um complô contra ela. Tyrone (Franco) é um ator na nova peça de Martine.

## Elenco
- Winona Ryder como Martine
- James Franco como Tyrone
- Dagmara Dominczyk como Elizabeth Mcintyre
- Josh Hamilton como Raymond
- Katherine Waterston como Julie
- Marin Ireland como Anita

## Recepção
Em sua crítica na Slant Magazine, Nick Schager disse que "o filme utiliza sua premissa familiar para pouco mais do que uma masturbação estética aspiracionalmente profunda, deixando seu elenco tentar em vão energizar cenários sem propósito."
Escrevendo para o 7MPictures, Liam Carr publicou uma crítica negativa dizendo que o longa "não é um suspense. É apenas um filme. É uma pilha de tripas chata, auto-importante, desarticulada e sem sentido disfarçada de filme."